# Deserts d'Austràlia

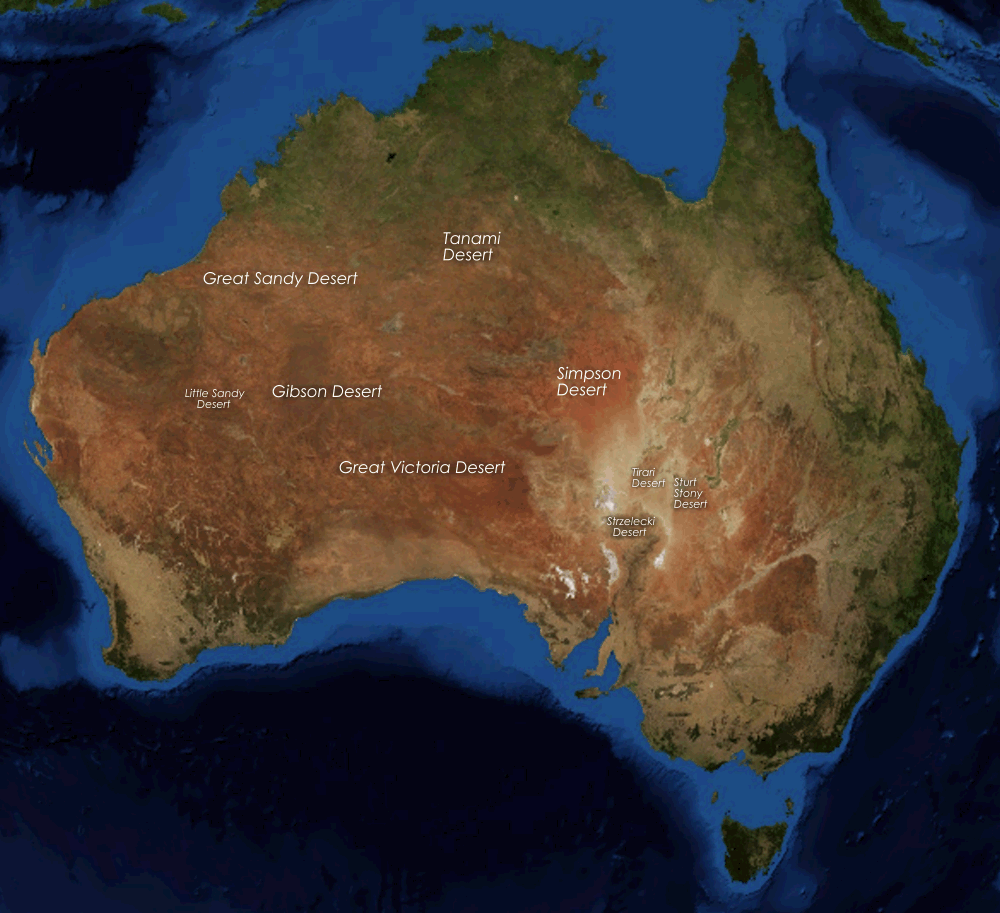
Localització del desert australià

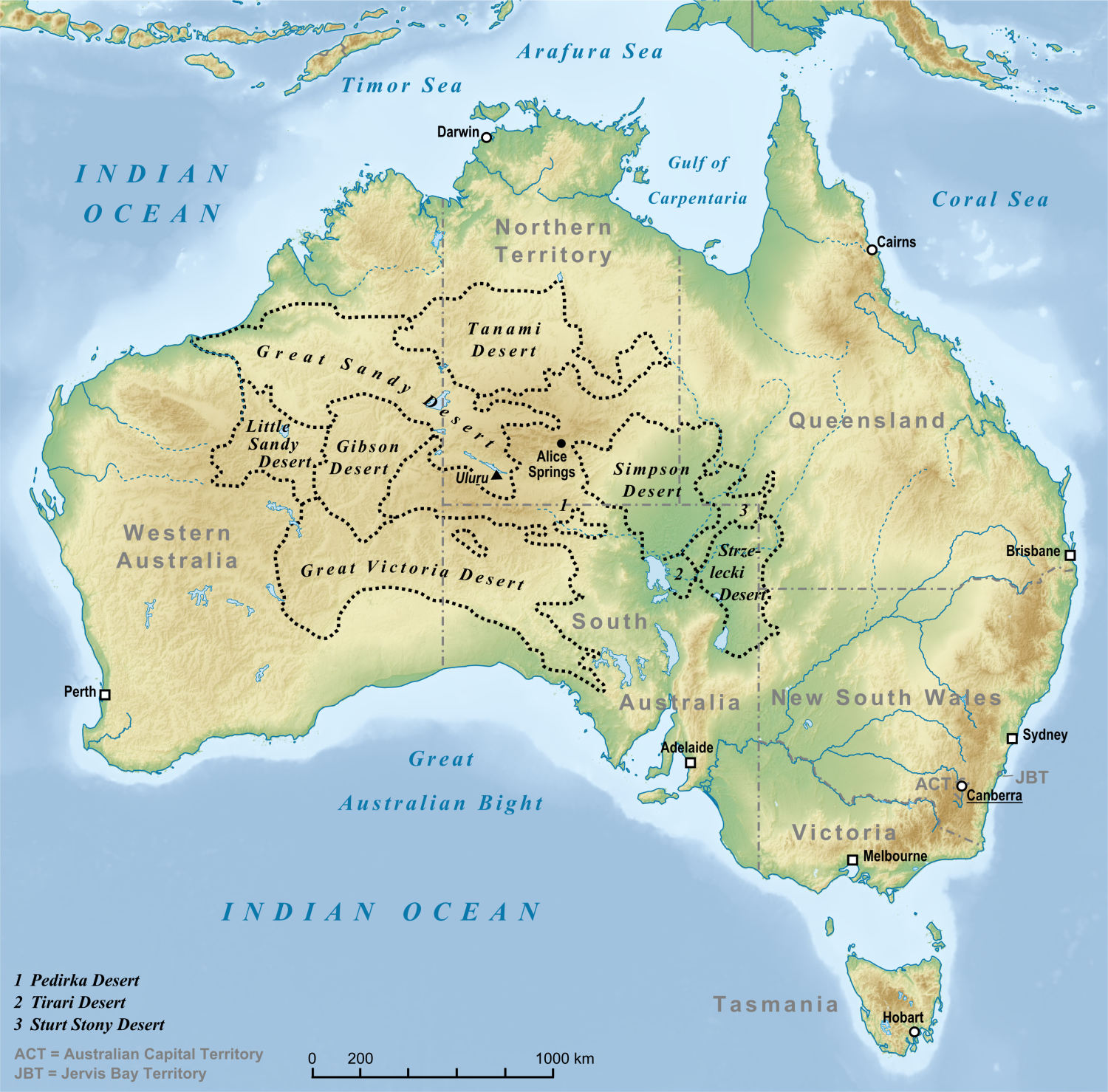
Deserts a Austràlia

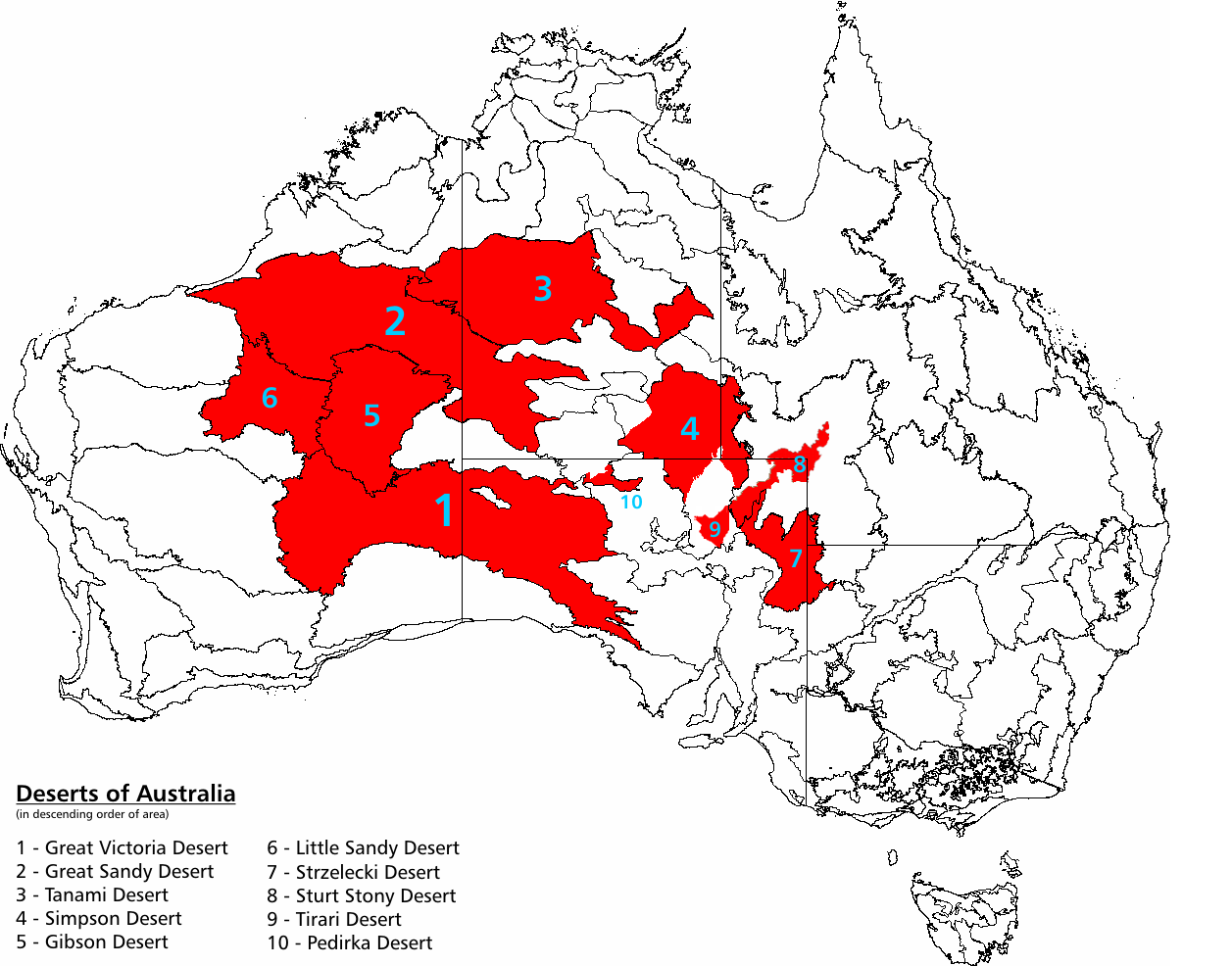
Deserts d'Austràlia (en vermell), superposats amb els límits interns de les regions biogràfiques per la Interim Biogeographic Regionalisation for Australia (IBRA).

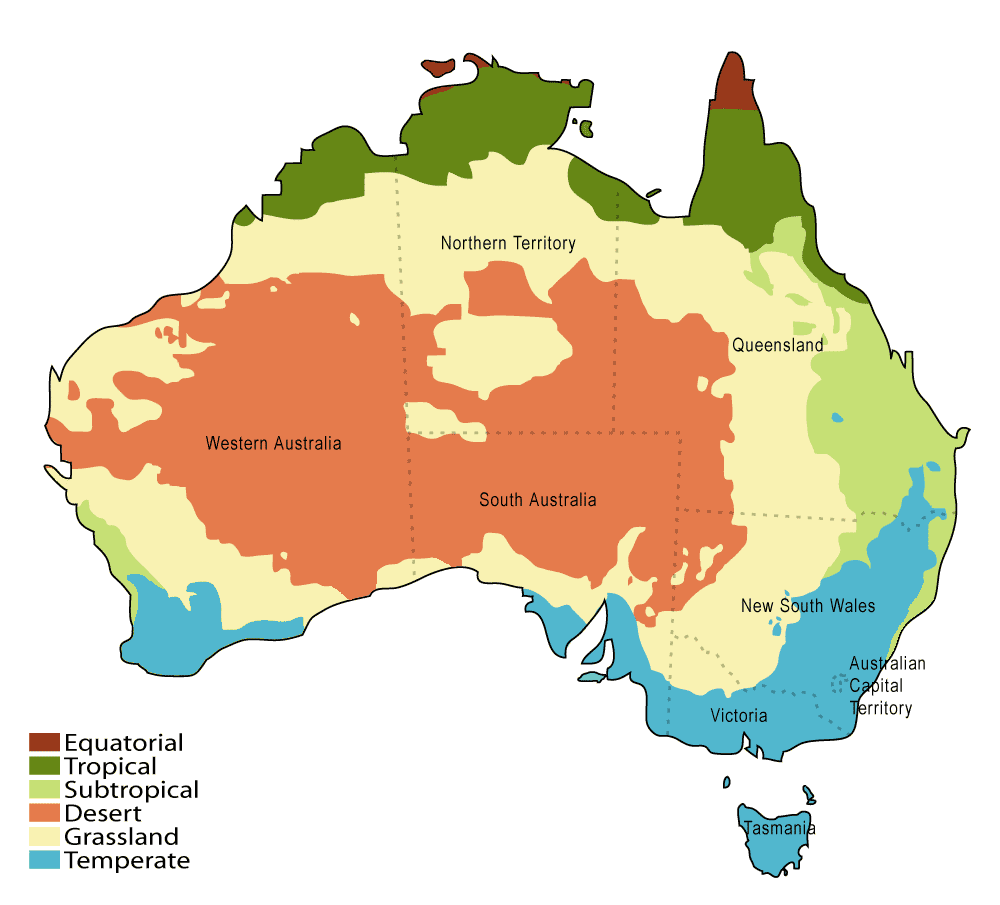
Zones climàtiques a Austràlia

Dies de pluja a Austràlia

Els Deserts d'Austràlia és un conjunt de zones desertes o semidesèrtiques que cobreixen una gran part d'Austràlia. La majoria dels deserts australians es troben al nord-oest del país. La totalitat de les zones àrides o semiàrides australianes abasten 1.371.000 km² i ocupen el 18% del continent. Els deserts australians tenen una fauna (marsupials) i flora característica, allí no hi ha cactus i les espècies adaptades d'eucaliptus hi tenen un gran paper. S'hi han assilvestrat ramats de dromedaris.
El Desert occidental comprèn el desert de Gibson, el gran desert sorrenc i el petit desert sorrenc i limita amb els estats d'Austràlia Occidental i Austràlia del Sud. La superfície total del Desert occidental és de 524.750 km² (aproximadament tan gran com Espanya).

## Els principals deserts australians
| Desert                  | Estat/Territori                                     | Extensió    | Percentatge de superfície d'Austràlia |
| ----------------------- | --------------------------------------------------- | ----------- | ------------------------------------- |
| Gran Desert de Victòria | Austràlia occidental, Austràlia del Sud             | 348.750 km² | 4%                                    |
| Gran Desert de Sorra    | Austràlia occidental                                | 267.250 km² | 3,5%                                  |
| Desert Tanami           | Austràlia occidental, Territori del Nord            | 184.500km²  | 2,4%                                  |
| Desert de Simpson       | Territori del Nord, Queensland, Austràlia del Sud   | 176.500 km² | 2,3%                                  |
| Desert de Gibson        | Austràlia occidental                                | 156.000 km² | 2,0%                                  |
| Petit Desert de Sorra   | Austràlia occidental                                | 111.500 km² | 1,5%                                  |
| Desert de Strzelecki    | Austràlia del Sud, Queensland, Nova Gal·les del Sud | 80.250 km²  | 1,0%                                  |
| Desert pedregós Sturt   | Austràlia del Sud, Queensland, Nova Gal·les del Sud | 29.750 km²  | 0,3%                                  |
| Desert de Tirari        | Austràlia del Sud                                   | 15.250 km²  | 0,2%                                  |
| Desert de Pedirka       | Austràlia del Sud                                   | 1.250 km²   | 0,1%                                  |